# Say you, say me
Say you, say me is een single van Lionel Richie uit 1985. Het is afkomstig uit de film White Nights, en won in 1985 een Academy Award voor Beste Originele Nummer en een Golden Globe in die categorie. In de Billboard Hot 100, de hitlijst van de Verenigde Staten bereikte Say you, say me de eerste positie. In Nederland haalde het eveneens de eerste plaats in de Single Top 100; in de Top 40 echter bleef het op #2 steken.
Say you, say me is terug te vinden op het album Dancing on the Ceiling (1986), maar niet op de officiële soundtrack van White Nights. De reden was dat Motown Records niet wilde dat Richie's eerste single sinds het album Can't Slow Down bij een andere platenmaatschappij zou worden uitgebracht.
In 2012 bracht Richie een nieuwe versie uit op zijn duetalbum Tuskegee. Hij zong het met de Deense singer-songwriter Rasmus Seebach.

## Hitnoteringen

### Nederlandse Top 40
| Hitnotering: 16-11-1985 t/m 15-02-1986 | Hitnotering: 16-11-1985 t/m 15-02-1986 | Hitnotering: 16-11-1985 t/m 15-02-1986 | Hitnotering: 16-11-1985 t/m 15-02-1986 | Hitnotering: 16-11-1985 t/m 15-02-1986 | Hitnotering: 16-11-1985 t/m 15-02-1986 | Hitnotering: 16-11-1985 t/m 15-02-1986 | Hitnotering: 16-11-1985 t/m 15-02-1986 | Hitnotering: 16-11-1985 t/m 15-02-1986 | Hitnotering: 16-11-1985 t/m 15-02-1986 | Hitnotering: 16-11-1985 t/m 15-02-1986 | Hitnotering: 16-11-1985 t/m 15-02-1986 | Hitnotering: 16-11-1985 t/m 15-02-1986 | Hitnotering: 16-11-1985 t/m 15-02-1986 | Hitnotering: 16-11-1985 t/m 15-02-1986 |
| Week:                                  | 1                                      | 2                                      | 3                                      | 4                                      | 5                                      | 6                                      | 7                                      | 8                                      | 9                                      | 10                                     | 11                                     | 12                                     | 13                                     |                                        |
| -------------------------------------- | -------------------------------------- | -------------------------------------- | -------------------------------------- | -------------------------------------- | -------------------------------------- | -------------------------------------- | -------------------------------------- | -------------------------------------- | -------------------------------------- | -------------------------------------- | -------------------------------------- | -------------------------------------- | -------------------------------------- | -------------------------------------- |
| Positie:                               | 28                                     | 11                                     | 6                                      | 3                                      | 2                                      | 2                                      | 2                                      | 3                                      | 5                                      | 8                                      | 17                                     | 25                                     | 40                                     | uit                                    |

### NederlandseSingle Top 100
| Hitnotering: 16-11-1985 t/m 08-02-1986 | Hitnotering: 16-11-1985 t/m 08-02-1986 | Hitnotering: 16-11-1985 t/m 08-02-1986 | Hitnotering: 16-11-1985 t/m 08-02-1986 | Hitnotering: 16-11-1985 t/m 08-02-1986 | Hitnotering: 16-11-1985 t/m 08-02-1986 | Hitnotering: 16-11-1985 t/m 08-02-1986 | Hitnotering: 16-11-1985 t/m 08-02-1986 | Hitnotering: 16-11-1985 t/m 08-02-1986 | Hitnotering: 16-11-1985 t/m 08-02-1986 | Hitnotering: 16-11-1985 t/m 08-02-1986 | Hitnotering: 16-11-1985 t/m 08-02-1986 | Hitnotering: 16-11-1985 t/m 08-02-1986 | Hitnotering: 16-11-1985 t/m 08-02-1986 | Hitnotering: 16-11-1985 t/m 08-02-1986 |
| Week:                                  | 1                                      | 2                                      | 3                                      | 4                                      | 5                                      | 6                                      | 7                                      | 8                                      | 9                                      | 10                                     | 11                                     | 12                                     | 13                                     |                                        |
| -------------------------------------- | -------------------------------------- | -------------------------------------- | -------------------------------------- | -------------------------------------- | -------------------------------------- | -------------------------------------- | -------------------------------------- | -------------------------------------- | -------------------------------------- | -------------------------------------- | -------------------------------------- | -------------------------------------- | -------------------------------------- | -------------------------------------- |
| Positie:                               | 45                                     | 4                                      | 1                                      | 3                                      | 4                                      | 3                                      | 3                                      | 6                                      | 7                                      | 8                                      | 16                                     | 27                                     | 45                                     | uit                                    |